# (95625) 2002 GX32
(95625) 2002 GX32 est un objet transneptunien qui mesurerait environ 153 km de diamètre et qui possède une orbite excentrique. Il est en résonance 3:7 avec Neptune. Il a été découvert le 8 avril 2002 par Marc W. Buie, Amy B. Jordan et James L. Elliot.